# Vinbärsskål
Vinbärsskål (Godronia ribis) är en svampart som först beskrevs av Elias Fries, och fick sitt nu gällande namn av Seaver 1945. Vinbärsskål ingår i släktet Godronia och familjen Helotiaceae.  Arten är reproducerande i Sverige. Inga underarter finns listade i Catalogue of Life.